# 中国人民武装警察部队天津市总队
中国人民武装警察部队天津市总队，简称武警天津总队，是武警内卫总队，副军级。

## 沿革
1949年2月，天津市人民政府公安局决定组建公安总队，对内称警备处。同年9月，由驻津部队警备团、京津纠察训练总队第二团、公安局巡察大队、华北补训兵团抽调干部及通、勤人员4148人，组建“天津市人民政府公安局公安总队”。总队长盛志华，政治委员裘永芳。总队领导机关设司令部、政治部、供给处、卫生处、直属中队、宣传队、休养所、招待所。各部队原建制基本不动，编为6个大队。其中，第一、二、三大队各辖4个中队，第四、五、六大队各辖3个中队。同年12月，根据第一次全国公安会议制定的《整顿各级人民公安武装的方案》，改称“中国人民公安部队天津市公安总队”，建制为师级，并接管塘沽公安大队及水上中队。按照师建制，将第一、三、四大队全部和第六大队两个中队编成第一团，第二、五大队和塘沽大队全部及第六大队大队部并一个中队编成第二团。每团辖3个营，每营辖4个连。1951年7月，经公安司令部批准，更名“中国人民解放军天津市公安总队”。
1952年5月19日，按照公安部队司令部规定的中央及大行政区、直辖市公安总队暂行编制要求，天津市公安总队按照甲种市公安总队编制整编。总队司令部设警备科、军务科、军训科、管理科、军械科；政治部设组织科、干部科、宣传科、保卫科、文工队；后方勤务处设财务科、军需科、营房管理股、卫生科。原总队教导队改成轮训队，后方勤务处直属休养所改成总队医院。7月，后勤修械组扩为总队修械所。8月，二团一连改成总队直属摩托连。9月，天津县公安队改成二团一连。整编后，天津市公安局局长万晓塘兼总队政治委员。
1953年11月，河北省公安总队下属的天津边防检查站划归天津公安总队。1954年5月，遵照全国军事系统高级干部会议精神，部队整编。总队司令部增设直属工作科，撤销侦查科，将军务科改成队列科，作战科改成警备科，管理科改成行政管理科，撤销军械科，设军械主任，直属警通连改成通信连，保卫队改成政治保卫队；政治部增设秘书室；后方勤务处改成物质保证处。各团从9个连缩至7个连。
1955年7月，根据中央军委指示，中国人民解放军天津市公安总队更名中国人民解放军公安军天津市总队。1957年8月，根据国防部命令，公安军天津市总队改成中国人民解放军天津市公安总队。1958年12月，根据中央决定，改编为天津市公安局人民武装警察总队，总队长杨世明，政治委员陈伯禄。
1959年1月，河北省公安厅人民武装警察总队组建之后，天津市公安局人民武装警察总队受河北省公安厅人民武装警察总队指导。部队改编后，陈伯禄（天津市公安局副局长）兼政治委员，杨世明任总队长，史秉信任副总队长，傅力戈任副政治委员，梁春光任政治部主任。1960年，总队设总队办公室、司令部、政治部、后勤处，下辖县民警工作科、经济民警工作科、医院、教导队、摩托中队、警通分队、天津边防检查站、3个支队17个中队，13个县民警队。
1962年3月7日，天津武装警察总队缩编成武装警察部队河北省总队第一团，杨世明兼团长，天津市公安局局长江枫兼政治委员。原天津市总队所属医院和天津边防检查站划归河北省总队建制。1963年2月，遵照中央军委、公安部联合下发的《关于改变武装警察部队名称的电令》，更名中国人民公安部队河北省总队第一团。1966年7月，根据中央军委决定，撤销公安部队兵种，统一整编为中国人民解放军，公安部队河北省总队第一团更名中国人民解放军河北省军区独立二师第七团。1969年3月，独立二师第七团调防山西省，内蒙古军区独立师第六、七、八团进驻天津市，建制为中国人民解放军天津警备区独立二师，接防原第七团的全部勤务后，独立二师更名中国人民解放军天津警备区独立师。1973年7月，河北省天津地区下辖的蓟县、宝坻县、武清县、宁河县、静海县划归天津市，5县人民武装警察中队成建制移交天津市。
1976年8月，天津警备区独立师更名中国人民解放军天津警备区警备师，下辖3个团。11月，天津市公安局成立民警处，负责边防、消防和武装警察等现役单位的工作指导及对区、县中队的全面领导。1980年12月，天津市人民武装警察支队成立，下设司令部、政治处、后勤处，辖4个中队，负责看守劳改场、看守所，担负市区、塘沽区治安巡逻，警卫首脑机关及其他重要单位。1982年3月，天津市公安局武装民警编制有民警处、教导队、人民武装警察支队。民警处直辖宝坻县、武清县、蓟县、静海县、宁河县民警中队；支队辖10个中队。
1982年6月， 中央决定将中国人民解放军担负内卫任务的部队移交公安部门，同公安部门原实行兵役制的武装、边防、消防民警统一组建中国人民武装警察部队。1983年3月，天津警备区警备师及其下属的警备一团、警备三团和师直属教导队、轮训队、医院、卫生队、招待所、汽车连、修理所、农场、仓库等成建制移交天津市公安局。随后，天津市公安局下辖的民警处、武装民警支队、各区县民警中队、边防检查站、消防处纳入天津市武装警察编制序列，统一组建中国人民武装警察部队天津市总队。原警备师师长王俊杰、政委陈晋民履行总队长、政委职责；天津市公安局局长陶毅民兼临时党委第一书记。原警备师警备第一团编成总队第一支队，警备师警备第三团编成第二支队，原天津市公安局武装民警支队编为第三支队，原民警处和民警处直属郊县中队组建第四支队。边防检查站和消防处纳入总队序列后，业务工作仍直接由天津市公安局领导，同时撤销民警处。
1984年1月，遵照中央军委决定，中国人民解放军陆军第六十六军第一九八师五九三团、五九四团7个连划归武警天津市总队建制。10月，经公安部批准，天津武警总队教导大队改成中国人民武装警察部队天津市初级指挥学校。1985年，总队编制按上级规定理顺，总队机关设司令部、政治部、后勤部、纪委办公室。司令部下设办公室、内卫处、警务装备处、训练处、通信处、机要处、直政处、管理处；政治部下设秘书处、组织处、干部处、老干部处、宣传文化处、保卫处、群众工作处、计划生育办公室；后勤部下设办公室、政治处、财务处、被装处、给养处、卫生处、军械处、运输处、基建营房处、审计室。总队下辖4个支队和指挥学校、消防处、安检站、边检站、警卫处。第一、二、三支队各辖3个大队，各大队辖4个中队；第四支队辖郊县中队。5月，总队党委决定，将第四支队所属第一中队改成蓟县中队，第二中队改成宝坻县中队，第三中队改成宁河县中队，第四中队改成武清县中队，第五中队改成静海县中队，第六中队改成塘沽区中队，第七中队改成汉沽区中队，第八中队改为大港区中队，第九中队改为西郊区中队。7月1日，总队组建警卫队，是正营级，由第二支队代管，其警卫任务的派遣、使用、警卫训练由天津市公安局警卫处负责。1988年12月10日，经武警总部批准，武警天津市总队成立机动部队，编为第五支队，下设司令部、政治处、后勤处，辖3个大队，每个大队辖3个中队。1988年12月20日，遵照国务院、中央军委发布的《中国人民武装警察部队实行警官警衔制度的具体办法》，武警天津市总队开始授衔工作。至1989年1月，完成自少尉至大校各级警衔授衔。1990年2月，依照武警总部《关于组建机动部队的通知》精神，武警天津市总队组建第六支队，编制为3个大队、11个中队和警通中队、特勤中队，同时扩编第五支队，新组建的1个机动大队归第五支队领导。
1995年，国务院、中央军委发出《国务院、中央军委关于调整中国人民武装警察部队领导管理体制的决定》，武警天津市总队升级为副军级。2017年，根据《关于中国人民武装警察部队改革期间暂时调整适用相关法律规定的决定》，武警天津市总队不再接受武警总部、天津市人民政府双重领导，改为直接受武警总部领导。

## 编制
2017年改革后，武警天津总队下辖部队有：
- 执勤第一支队
- 执勤第二支队
- 执勤第三支队
- 执勤第四支队[4]
- 机动支队[5]
- 训练基地[6]

## 历任领导
2017年改革前
| 司令员 （2013年1月起由总队长改称司令员） 1. 王俊杰（1983年—1984年2月，履行总队长职责；1984年2月—1985年11月） 2. 张金修 武警少将（1986年4月—1997年1月） 3. 杨家杰 武警少将（1997年1月—1999年2月） 4. 郭林青 武警少将（2000年8月—2004年7月） 5. 刘晓健 武警少将（2004年7月—2010年11月） 6. 刘长余 武警少将（2010年11月—2013年5月） 7. 鲍迎祥 武警少将（2013年5月—2017年） | 第一政治委员 （天津市公安局局长兼） 1. 陶毅民（1985年3月—1988年7月） 2. 宋平顺 副总警监（1988年7月—1998年5月，兼党委第一书记） 3. 肖凤祥 副总警监（1998年7月—2003年2月，兼党委第一书记） 4. 武长顺 副总警监（2003年6月—2014年7月，兼党委第一书记） 5. 赵飞 副总警监（2014年9月—2017年7月，2014年10月起兼党委第一书记） | 政治委员 1. 陈晋民（1983年—1984年2月，履行政治委员职责） 2. 陶毅民（1984年2月—1985年3月） 3. 李振钧（1985年3月—1988年1月） 4. 李云鹤 武警少将（1988年12月14日—1999年2月） 5. 杨家杰 武警少将（1999年2月—2000年5月） 6. 吴国瑞 武警少将（2000年5月—2004年7月） 7. 韩晓溪 武警少将（2004年7月—2012年6月） 8. 王献华 武警少将（2012年6月—2017年6月） 9. 张令 武警少将（2017年6月—2017年） |

| 副司令员 （2013年1月起由副总队长改称副司令员） - 张书伸（1984年4月10日—？） - 白凤龙（1984年4月10日—？） - 戴有为（1984年4月10日—？） - 姚珍如（1984年4月10日—？） - 高俊（1986年12月—？） - 郭景春（1988年11月—？） …… - 邱维东（？—？） - 熊晋民（？—？） - 何理明（2002年—2008年） - 庄洪轩（2005年8月—2009年4月） - 刘发群（？—2011年6月） - 王宗立（？—2016年5月） - 李连永（？—2013年4月） - 李东（2011年6月—2017年） - 黄聿明（2013年4月—2016年7月） - 杨会经（2016年3月—2017年） - 马立国（2016年7月—2017年） | 副政治委员 - 宋明修（1984年4月10日—？） - 张华亭（1984年4月10日—？） - 李存珠（1984年4月10日—？） - 包南（1984年4月10日—？） - 李文智（1987年6月—？） …… - 乌力吉（？—2001年12月） - 周奠定（？—2003年） - 韩晓溪（2001年12月—2004年7月） - 张旭珍（2003年—？） - 范厚诚（？—2010年12月） - 张洪斌（2010年12月—2011年10月） - 李彦彬（2011年10月—？） - 李清涛（2015年—2016年7月） - 陈强（2016年11月—2017年） |

| 司令部参谋长 - 李志民（1984年4月10日—？） - 郭景春（？—1988年11月） - 林贵（1988年11月—？） …… - 甄怀北（？—？） - 王志民（2005年3月—2010年4月） - 陈世光（2010年4月—2017年） | 政治部主任 - 李振钧（1984年4月10日—1985年3月） - 李文智（1985年—1987年6月） - 李云鹤（1987年6月—1988年11月） - 段英师（1988年11月—？） …… - 张旭珍（？—2003年） - 王鼎（2003年—2009年12月） - 李清涛（2009年12月—2015年） - 李宋德（2015年—2017年） |

| 后勤部部长 - 高俊（1984年4月10日—1986年12月） - 李恒亮（1986年12月—？） …… - 张祯梓（？—？） - 王宗立（2005年8月—？） - 黄聿明（？—2013年4月） - 金永革（2013年8月—？） - 邢同允（？—2017年） | 纪委专职副书记 - 牛子文（1988年4月—1988年11月） - 邹忠（1988年11月—？） …… |

2017年改革后
| 司令员 1. 鲍迎祥 武警少将（2017年—） 副司令员 - 杨会经（2017年—） - 马立国（2017年—） - 陈世光 武警大校（2017年—） | 政治委员 1. 张令 武警少将（2017年—） 副政治委员 - 陈强（2017年—） |

| 参谋部参谋长 - [[]]（2017年—） | 政治工作部主任 - [[]]（2017年—） |

| 保障部部长 - [[]]（2017年—） |